# Lanistes stuhlmanni
Lanistes stuhlmanni es una especie de molusco gasterópodo de la familia Ampullaridae en el orden de los Mesogastropoda.

## Distribución geográfica
Es  endémica de 